# Bukit Timah
Bukit Timah là một khu vực và là ngọn đồi ở Singapore, nằm gần trung tâm của đảo chính Singapore. Ngọn đồi nằm ở độ cao 163,63 mét (537 ft.) và là điểm cao nhất trong các đô thị tự trị của Singapore.
Bukit Timah được coi là khu vực đắt nhất ở Singapore. Nhiều nhân vật cấp cao, người nước ngoài và các chuyên gia điều cư trú tại huyện này với những ngôi nhà, biệt thự, nhà gỗ và nhà chung cư cao cấp được thiết kế rất sang trọng.